# سعدون جابر
سَعْدون جابِر (۱۹۵۰) خوانندهٔ عراقی است که برای چند آهنگش مانند یا اُمّی (مادرم) شهرت فراملّی یافت.

## زندگی
متولد شهرستان علی الغربی در استان میسان در جنوب عراق است. او با تأثیر از خوانندگانی همچون عبدالحلیم حافظ و دیگر خوانندگان عرب به عرصه موسیقی وارد شد. در سال ۱۹۶۳ وارد رادیو شد و سبک‌های مختلف موسیقی را تحت تأثیر خوانندگانی مانند حضیری ابو عزیز، داخل حسن، و عبدالأمیر الطویرجاوی به خوبی اجرا کرد. وی توانایی نواختن ساز عود را دارد و همراه با همکاران خود، فاضل عواد و داود القیسی، در مسیر هنر با شرکت در برنامه «رکن الهواة» فعالیت خود را آغاز کرد. او با توجه به محیط پیرامونش سبک‌های متنوع موسیقی را آموخت و برای رسیدن به شهرت خارج از عراق به یادگیری موسیقی عربی پرداخت. 